# ホソバヒョウモン
ホソバヒョウモン（細羽豹紋、学名: Clossiana thore）は、チョウ目（鱗翅目）タテハチョウ科ヒョウモンチョウ族に分類されるチョウの1種。ヒメカラフトヒョウモンと呼ばれることもある。

## 特徴
アサヒヒョウモン・カラフトヒョウモンとともに、日本では北海道に3種のみ生息する、寒冷地型の小型ヒョウモンである。翅は表裏ともに黄褐色で、とくに後翅裏は黄色が濃くなる。翅表の翅脈は黒色でいわゆる豹紋柄。
年1化性で、成虫は低地では6月中旬、高地では7月中旬ごろから見られるようになる。低いところをゆるやかに飛翔し、訪花、吸水などする。近縁種のカラフトヒョウモンとは生態・形態ともによく似ており、しばしば混生もする。黄色地の後翅裏に現れる銀白色や橙色の模様が明瞭な境界をもって分離するカラフトに対し、本種のそれはぼやける。
食草はスミレ科のミヤマスミレ。4齢幼虫で越冬する。

## 分布
北海道中東部。低山から高山にかけての山地草原に見られる。
国外ではユーラシア大陸北部。

## 保全状況評価
環境省レッドリストにおいて近縁のアサヒヒョウモン・カラフトヒョウモンはそれぞれ準絶滅危惧となっているが、2012年現在まで本種は記載された事はない。